# Карл Герстенмаєр
Карл Герстенмаєр (нім. Karl Gerstenmeier; 1904 — ? після 10 березня 1945) — німецький чиновник, штабсцальмайстер фінансової служби вермахту.

## Звання
- Фельдфебель (1 листопада 1933)
- Обер-фельдфебель резерву (17 лютого 1935)
- Цальмайстер (4 січня 1937)
- Оберцальмайстер (15 грудня 1937)
- Штабсцальмайстер (31 червня 1942)

## Нагороди
- Медаль «За вислугу років у Вермахті» 4-го і 2-го класу (12 років) (2 жовтня 1936) — отримав 2 медалі одночасно.
- Хрест Воєнних заслуг
  - 2-го класу з мечами (15 листопада 1940)
  - 1-го класу з мечами (20 квітня 1942)
- Лицарський хрест ордена Корони Румунії (21 квітня 1942) —як оберцальмайстер штабу 30-го армійського корпусу.
- Медаль «За зимову кампанію на Сході 1941/42»
- Кримський щит (9 вересня 1942)
- Медаль «Хрестовий похід проти комунізму» (Румунія) (17 листопада 1942)
- Залізний хрест 2-го класу (10 березня 1945) — як інтендант штабу бойової групи «Шарнгорст».